# Pawel Petrowitsch Liprandi

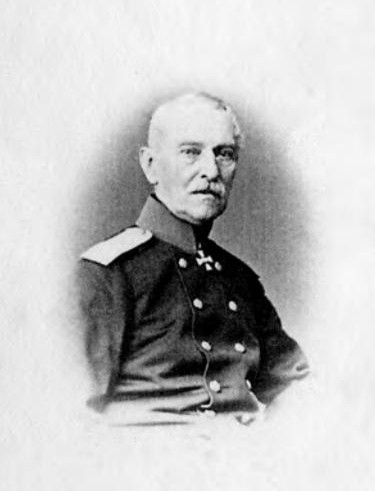
Pawel Petrowitsch Liprandi

Pawel Petrowitsch Liprandi (russisch Павел Петрович Липранди; * 15. Januar 1796; † 27. August 1864) war ein russischer General.

## Leben
Pawel Petrowitsch Liprandi kämpfte 1812 gegen die Grande Armée während des Russlandfeldzugs. Später nahm er an der Verfolgung Napoleons bis Paris teil. Er kämpfte im Russisch-Türkischen Krieg von 1828/29 und im Polnisch-Russischen Krieg von 1830/31.
General Liprandi nahm 1854/55 am Krimkrieg teil. Er führte im Oktober 1854 die 12. Infanteriedivision zur Unterstützung der Verteidigung Sewastopols auf die Krim. Liprandi befehligte am 25. Oktober 1854 die Truppen der russischen Armee in der Schlacht von Balaklawa. Allerdings war er dabei nicht für den Entwurf des Schlachtplanes verantwortlich, lediglich für dessen Umsetzung. Während der Schlacht wurde er verwundet. Im weiteren Verlauf des Krieges übernahm er das Kommando über ein Armeekorps. In der Schlacht an der Tschernaja kommandierte er den linken Flügel.